# Coupe du monde de cyclo-cross 2006-2007
Navigation
2005-2006 2007-2008
La 14e édition de la coupe du monde de cyclo-cross s'est déroulée entre les mois d'octobre 2006 et janvier 2007.  Elle comprenait onze manches pour les hommes et quatre pour les femmes, les hommes espoirs et juniors. Les vainqueurs dans chacune de ces catégories sont respectivement Sven Nys (classement non officiel), Hanka Kupfernagel (classement non officiel),  Niels Albert et Joeri Adams.

## Hommes élites

### Résultats
| #   | Lieu        | Date        | Vainqueur           | Deuxième       | Troisième           |
| --- | ----------- | ----------- | ------------------- | -------------- | ------------------- |
| 1.  | Aigle       | 1er octobre | Sven Nys            | Bart Wellens   | Erwin Vervecken     |
| 2.  | Kalmthout   | 22 octobre  | Sven Nys            | Francis Mourey | Erwin Vervecken     |
| 3.  | Tábor       | 28 octobre  | Radomír Šimůnek jr. | Bart Wellens   | Erwin Vervecken     |
| 4.  | Trévise     | 4 novembre  | Francis Mourey      | Sven Nys       | Erwin Vervecken     |
| 5.  | Pijnacker   | 12 novembre | Sven Nys            | Francis Mourey | Gerben de Knegt     |
| 6.  | Coxyde      | 25 novembre | Sven Nys            | Bart Wellens   | Sven Vanthourenhout |
| 7.  | Igorre      | 3 décembre  | Sven Nys            | Bart Wellens   | Klaas Vantornout    |
| 8.  | Milan       | 8 décembre  | Bart Wellens        | Sven Nys       | Sven Vanthourenhout |
| 9.  | Hofstade    | 26 décembre | Erwin Vervecken     | Petr Dlask     | Thijs Al            |
| 10. | Nommay      | 14 janvier  | Sven Nys            | Bart Wellens   | Gerben de Knegt     |
| 11. | Hoogerheide | 21 janvier  | Sven Nys            | Petr Dlask     | Erwin Vervecken     |

### Classement final
Pas de classement officiel.

## Femmes élites

### Résultats
| #  | Lieu        | Date        | Vainqueur          | Deuxième             | Troisième            |
| -- | ----------- | ----------- | ------------------ | -------------------- | -------------------- |
| 1. | Kalmthout   | 22 octobre  | Hanka Kupfernagel  | Marianne Vos         | Helen Wyman          |
| 2. | Trévise     | 4 novembre  | Marianne Vos       | Hanka Kupfernagel    | Birgit Hollmann      |
| 3. | Pijnacker   | 12 novembre | Hanka Kupfernagel  | Daphny van den Brand | Birgit Hollmann      |
| 4. | Hofstade    | 26 décembre | Hanka Kupfernagel  | Birgit Hollmann      | Daphny van den Brand |
| 5. | Nommay      | 14 janvier  | Laurence Leboucher | Maryline Salvetat    | Hanka Kupfernagel    |
| 6. | Hoogerheide | 21 janvier  | Hanka Kupfernagel  | Marianne Vos         | Helen Wyman          |

### Classement final
Pas de classement officiel.

## Hommes espoirs

### Résultats
| #  | Lieu        | Date        | Vainqueur     | Deuxième            | Troisième         |
| -- | ----------- | ----------- | ------------- | ------------------- | ----------------- |
| 1. | Kalmthout   | 22 octobre  | Niels Albert  | Eddy van IJzendoorn | Rob Peeters       |
| 2. | Trévise     | 4 novembre  | Zdeněk Štybar | Lukáš Klouček       | Julien Taramarcaz |
| 3. | Hofstade    | 26 décembre | Niels Albert  | Zdeněk Štybar       | Rob Peeters       |
| 4. | Nommay      | 14 janvier  | Niels Albert  | Lars Boom           | Rafael Visinelli  |
| 5. | Hoogerheide | 21 janvier  | Lars Boom     | Niels Albert        | Romain Villa      |

### Classement final
|   | Coureur               | Pays     | Pts |
| 1 | Niels Albert          | Belgique | 230 |
| 2 | Dieter Vanthourenhout | Belgique | 162 |
| 3 | Lukáš Klouček         | Tchéquie | 161 |
| 4 | Zdeněk Štybar         | Tchéquie | 150 |
| 5 | Romain Villa          | France   | 141 |

## Hommes juniors

### Résultats
| #  | Lieu        | Date        | Vainqueur         | Deuxième            | Troisième      |
| -- | ----------- | ----------- | ----------------- | ------------------- | -------------- |
| 1. | Kalmthout   | 22 octobre  | Vincent Baestaens | Jiří Polnický       | Joeri Adams    |
| 2. | Trévise     | 4 novembre  | Thomas Girard     | Alessandro Calderan | Matthias Rupp  |
| 3. | Hofstade    | 26 décembre | Joeri Adams       | Ole Quast           | Jiří Polnický  |
| 4. | Nommay      | 14 janvier  | Joeri Adams       | Jiří Polnický       | Lubomír Petruš |
| 5. | Hoogerheide | 21 janvier  | Arnaud Jouffroy   | Thomas Girard       | Joeri Adams    |

### Classement final
|   | Coureur             | Pays      | Pts |
| 1 | Joeri Adams         | Belgique  | 238 |
| 2 | Jiří Polnický       | Tchéquie  | 215 |
| 3 | Thomas Girard       | France    | 203 |
| 4 | Alessandro Calderan | Italie    | 157 |
| 5 | Ole Quast           | Allemagne | 156 |